# Oriolus albiloris
La oropéndola de mejillas blancas (Oriolus albiloris) es una especie de ave en la familia Oriolidae. Mide unos 22 cm de largo y su pico es rojizo oscuro. Su pecho es verde oliva-amarillento y sus mejillas son blancas.

## Distribución y hábitat
Es una especie endémica de las  Filipinas. Su hábitat natural son los bosques montanos húmedos de Luzón.